# Parc éolien de Belwind
Le parc éolien de Belwind est une centrale éolienne construite sur le banc de sable Bligh Bank en mer du Nord, à 46 kilomètres du port belge de Zeebruges. L'investissement dans le projet a dépassé le demi-milliard d’euros. La première phase (55 éoliennes de 3 MW, soit 165 MW au total) a été inaugurée en décembre 2012.

## Caractéristiques du projet
La première phase du projet comprend 55 éoliennes, construites sur le banc de sable Bligh Bank situé à 47 km de la côte belge près de Zeebrugge, qui fournissent une puissance de 165 MW.
À terme, le projet devrait atteindre une puissance de 330 MW, ce qui correspond à la puissance fournie par une centrale électrique au gaz.
La seconde phase sert de laboratoire à Alstom Renewable Power, depuis fin 2013 pour y mettre à l'épreuve ses nouvelles éoliennes Haliade 150 de 6 MW, (équivalent de la consommation de 5 000 foyers).

## Maître d'œuvre du projet
Belwind, société anonyme de droit belge, fut initialement constituée par le groupe néerlandais Econcern, spécialiste des énergies renouvelables, qui fut fondé en 1984. Les problèmes financiers importants d'Econcern ont cependant débouché sur une procédure d'insolvabilité ("surséance van betaling") à partir du mois de mai 2009.
Les administrateurs provisoires du groupe Econcern ont dès lors cédé au groupe belge Colruyt la participation de Econcern dans Belwind.
Belwind est désormais détenue par un consortium d'investisseurs belges et néerlandais, comprenant notamment Colruyt, PMV, Meewind et Rabo Project Equity.
Le projet est construit par Van Oord Marine and Offshore Contractors. Le fabricant de turbines Vestas assurera l’exploitation du projet dans le cadre d’un contrat d’exploitation et de maintenance à moyen terme. L’électricité "grise" sera vendue à Electrabel dans le cadre d’un contrat à long terme tandis que les certificats verts octroyés au projet en vertu de la législation belge seront vendus à Elia, le gestionnaire du réseau d’électricité, conformément aux conditions réglementaires en vigueur (107 EUR/MWh pour 20 ans d’exploitation).
La construction, dont le coût total des investissements est estimé à 613,9 millions d’euros (y compris les coûts de financement), a été terminée fin 2010. 
Une deuxième phase de construction visant à augmenter la capacité totale du parc à 330 MW sera lancée ultérieurement.
Belwind n’est pas le seul projet d’éoliennes dans les eaux territoriales belges. L'implantation d'une centaine d'éoliennes était déjà prévue par la société C-Power (60 éoliennes) et Eldepasco (30 éoliennes).

## Financement du projet
ASN Bank, Dexia Banque Belgique, Dexia Crédit Local et Rabobank International (ensemble, "Mandated Lead Arrangers") ont structuré le financement senior du projet et mis en place des lignes de crédit sans recours pour un montant de 482,5 millions d’euros pendant une période de 15 ans après la construction. 
La Banque européenne d'investissement ("BEI") fournit des fonds pour un montant de 300 millions d’euros, la moitié étant garantie par Eksport Kredit Fonden ("EKF") qui est l’agence crédit-export danoise. Ce faisant, la BEI assume pour la première fois le risque de financement afférent au développement d'un parc éolien offshore. 
Les 182,5 millions d’euros restants sont fournis par les Mandated Lead Arrangers, y compris 61 millions d’euros supplémentaires garantis par EKF. 
Rabobank et Participatie Maatschappij Vlaanderen ("PMV") ont également mis en place des lignes de crédit subordonnées sans recours de 63,43 millions d’euros avec la participation de quelques investisseurs en actions. 
La structure du financement reprend des éléments qui ont prouvé leur efficacité lors de transactions antérieures sans recours portant sur des parcs éoliens, afin de limiter les risques liés à la construction et à l’exploitation à long terme d'éoliennes offshore, y compris la mise à disposition d’une facilité contingente de 56 millions d’euros pour absorber (conjointement avec les actions contingentes) les surcoûts ou retards potentiels, et a mis en place des garanties de disponibilité dans un contrat O & M (contrat d’exploitation et de maintenance) avec le fabricant de turbines Vestas.

## Phase 1
La première phase, Belwind I ou Bligh Bank I, mise en service à partir de décembre 2010, est complètement opérationnelle depuis 2012 et comprend 55 éoliennes d'une puissance unitaire de 3 MW pour un total de 165 MW.

## Phase 2
La seconde phase, Belwind II (ou : Bligh Bank II - Nobelwind), a été mise en service en mai 2017 et comprend 50 éoliennes d'une puissance de 3,3 MW chacune pour un total de 165 MW.